# Micael Jordane Mödinger
Micael Jordane Mödinger (Novo Hamburgo, Brasil, 6 de junio de 1986) es un futbolista brasileño que juega como defensa.
- Datos: Q9032232